# Sydney Siame
Sydney Siame (* 7. Oktober 1997 in Isoka) ist ein sambischer Leichtathlet, der sich auf den Sprint spezialisiert hat.

## Sportliche Laufbahn
Erste Erfahrungen bei internationalen Meisterschaften sammelte Sydney Siame bei den Jugendafrikaspielen 2014 in Gaborone, bei denen er die Silbermedaille im 100-Meter-Lauf gewann. Anschließend nahm er an den Juniorenweltmeisterschaften in Eugene teil und erreichte dort das Halbfinale. Bei den Olympischen Jugendspielen in Nanjing gewann er in 10,56 s die Goldmedaille. 2015 gewann Siame bei den Juniorenafrikameisterschaften in Addis Abeba die Bronzemedaille über 100 Meter und qualifizierte sich über 200 Meter für die Weltmeisterschaften in Peking, bei denen er mit 21,08 s in der Vorrunde ausschied. Anschließend erreichte er den siebten Platz über 200 Meter bei den Afrikaspielen in Brazzaville. Über 100 Meter wurde er im Halbfinale, mit der sambischen 4-mal-100-Meter-Staffel im Finale, disqualifiziert. 
2016 nahm er an den Afrikameisterschaften in Durban teil und belegte dort den fünften Platz über 200 Meter. Zudem gewann er mit der sambischen Stafette die Bronzemedaille hinter Südafrika und der Elfenbeinküste. 2017 qualifizierte sich Siame erneut für die Weltmeisterschaften in London teil und schied dort mit 20,54 s im Halbfinale aus. 2018 nahm er an den Hallenweltmeisterschaften in Birmingham über 60 Meter teil, schied dort aber mit 6,88 s bereits in der ersten Runde aus. Im April belegte er bei den Commonwealth Games im australischen Gold Coast in 20,62 s den fünften Platz über 200 Meter. Anschließend wurde er bei den Afrikameisterschaften in Asaba in 20,79 s Sechster und erreichte mit der 4-mal-400-Meter-Staffel in 3:04,98 min den vierten Platz. Im Jahr darauf nahm er erneut an den Afrikaspielen in Rabat teil und siegte dort in 20,35 s über 200 Meter. Damit qualifizierte er sich auch für die Weltmeisterschaften in Doha, schied dort aber mit 20,58 s in der Vorrunde aus. 2021 startete er über 200 m bei den Olympischen Spielen in Tokio, schied dort aber mit 21,01 s in der ersten Runde aus. Während der Schlussfeier war er der Fahnenträger seiner Nation.
2022 erreichte er bei den Afrikameisterschaften in Port Louis das Halbfinale über 100 Meter und schied dort mit 10,50 s aus.

## Persönliche Bestzeiten
- 100 Meter: 9,88 s (+0,2 m/s), 8. April 2017 in Lusaka (sambischer Rekord)
  - 60 Meter (Halle): 6,85 s, 15. Februar 2018 in Toruń
- 200 Meter: 20,16 s (+1,5 m/s), 30. Juni 2019 in La Chaux-de-Fonds (sambischer Rekord)